# Roland Liboton
Roland Liboton (ur. 6 marca 1957 w Leuven) – belgijski kolarz przełajowy i szosowy, sześciokrotny medalista przełajowych mistrzostw świata.

## Kariera
Pierwszy sukces w karierze Roland Liboton osiągnął w 1978 roku, kiedy zdobył złoty medal w kategorii amatorów podczas przełajowych mistrzostw świata w Amorebieta. W zawodach tych wyprzedził dwóch Szwajcarów: Gilles'a Blasera oraz Karla-Heinza Helblinga. Na rozgrywanych dwa lata później mistrzostwach świata w Wetzikonie był najlepszy w kategorii elite. Wynik ten powtórzył na MŚ w Lanarvily (1982), MŚ w Birmingham (1983) i MŚ w Oss (1984), a podczas mistrzostw świata w Tolosie w 1981 roku był drugi. W zawodach tych wyprzedził go jedynie Holender Hennie Stamsnijder, a trzecie miejsce zajął Albert Zweifel ze Szwajcarii. Wielokrotnie zdobywał mistrzostwo Belgii. Startował także na szosie, ale bez większych sukcesów. W 1981 roku wziął udział w Tour de France, ale nie ukończył rywalizacji. Nigdy nie wystąpił na igrzyskach olimpijskich. W 1992 roku zakończył karierę.